# Cirriphyllum cameratum
Cirriphyllum cameratum là một loài Rêu trong họ Brachytheciaceae. Loài này được (Mitt.) Broth. mô tả khoa học đầu tiên năm 1925.